# پوزور-آشور یکم
پوزور-آشور یکم (انگلیسی: Puzur-Ashur I؛ قرن ۲۱ پیش از میلاد – ۱۹۷۰ پیش از میلاد) (آکدی: 𒁍𒀫𒀸𒋩، رومی: Pu-AMAR-Aš-ŠUR) پادشاه دوره آشوری کهن در قرن‌های ۲۱ و ۲۰ قبل از میلاد بود. او به‌طور کلی به‌عنوان بنیان‌گذار آشور به‌عنوان یک دولت‌شهر مستقل در حدود ۲۰۲۵ پیش از میلاد شناخته می‌شود.
او در فهرست پادشاهان آشوری قرار دارد و در نوشته‌های پادشاهان بعدی (پسر و جانشین او شالیم-آهوم و پادشاهان بعدی آشور-ریم-نیششو و شلمنسر سوم) به او اشاره شده است. این پادشاهان بعدی او را در میان پادشاهانی که دیوارهای شهر آشور را که توسط کیکیا آغاز شده بود، تجدید کرده‌اند، ذکر کرده‌اند.
پوزور-آشور یکم ممکن است یک دودمان بومی آشوری را آغاز کرده باشد که به مدت هشت نسل ادامه داشت تا اینکه اریشوم دوم توسط پادشاه اموری، شمشی-ادد یکم، سرنگون شد. هیلدگارد لووی، که در تاریخ باستان کمبریج می‌نویسد، این تفسیر را رد کرده و پوزور-آشور یکم را بخشی از یک دودمان طولانی‌تر می‌داند که توسط یکی از پیشینیان او، سولیلی، آغاز شده است. نوشته‌ها پوزور-آشور یکم را به جانشینان نزدیک او مرتبط می‌سازند که طبق فهرست پادشاهان آشوری، به پادشاهان بعدی تا اریشوم دوم مرتبط هستند.
جانشینان پوزور-آشور یکم عنوان «ایشی‌اک آشور» (معاون فرماندار آشور) و همچنین «انسی» را داشتند.